# 钟花清风藤
钟花清风藤（学名：Sabia campanulata）为清风藤科清风藤属下的一个种。

## 扩展阅读
維基物種上的相關：钟花清风藤